# Cèlia Suñol i Pla
Cèlia Suñol i Pla (Barcelona, 5 de maio de 1899 – 8 de junho de 1986) foi uma escritora catalã.

## Biografia
Nascida em Barcelona no ano 1899, era filha do político Antoni Suñol i Pla e de Antònia Pla i Manent. Após uns anos de infância e adolescência de formação e estabilidade, as mortes dos seus pais marcaram um ponto de inflexão na sua vida. Em 1921 adoeceu de tuberculose e viajou para a Suíça para procurar tratamento. Lá conheceu Kaj Hansen, com quem casou em Dinamarca no ano de 1922. Um ano depois voltaram juntos para a Catalunha, onde tiveram o seu filho Antoni. Em 1929 Hansen morreu. Posteriormente Cèlia Suñol casou com Joaquim Figuerola, com quem teve, em 1931, a sua filha Rosa. Em 1932 se incorporou como secretária ao Departament de Cultura da Generalidade da Catalunha. Em 1945 morreu Joaquim Figuerola. Dois anos depois, venceu o Prêmio Joanot Martorell, atual Prêmio Sant Jordi, com o seu romance Primera part. Em 1950 publicou L'home de les fires i altres contes. Com 65 anos perdeu a visão. Cèlia Suñol morreu em 1986, aos 87 anos.

## Obra publicada
- 1947 — Primera part, Barcelona, Aymà. Reeditada por Adesiara em 2014 com os fragmentos censurados pelo franquismo.[3]
- 1950 — L'home de les fires i altres contes, Barcelona, Selecta.

## Prêmios e reconhecimentos
- Prêmio Joanot Martorell de romance 1947 por Primera part.